# 9671 Hemera
9671 Hemera eller 1997 TU9 är en asteroid i huvudbältet som upptäcktes den 5 oktober 1997 av den tjeckiske astronomen Lenka Kotková vid Ondřejov-observatoriet. Den är uppkallad efter Hemera i den grekiska mytologin.